# 稲葉正縄

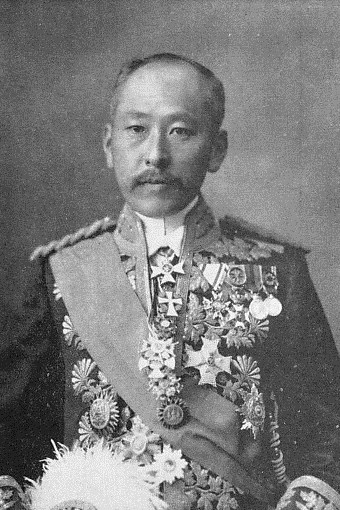
稲葉正縄

稲葉 正縄（いなば まさなお、慶応3年7月2日（1867年8月1日） - 大正8年（1919年）3月23日）は、明治時代から大正時代の華族。子爵。

## 経歴
松浦詮の子。1879年（明治12年）、旧淀藩主である稲葉正邦の養子となる。学習院を卒業後の1887年（明治20年）、イギリスに留学してケンブリッジ大学で学んだ。1895年（明治28年）、東宮侍従に就任する。1898年（明治31年）、家督を相続し、子爵に叙爵された。1899年（明治32年）、式部官に就任する。後に宮中顧問官となった。
1910年（明治43年）、韓国併合の過程で明治天皇の勅使となり、「前皇帝を冊して王と為す証書」を渡す儀式を行った。1919年（大正8年）、53歳で没した。家督は正凱が継いだ。なお、稲葉家は正凱の次代の正輝で途絶える。その旨が青山霊園の墓所に書かれている。

## 家族
妻は前田利鬯の娘隆子。子女は、稲葉正凱、煕子（小野哲郎妻）、英子（郷純造九男郷朔雄男爵妻）。

## 栄典
- 1898年（明治31年）8月10日 - 従四位[2]
- 1915年（大正4年）12月1日 - 旭日小綬章[3]
- 1919年（大正8年）3月23日 - 正三位・旭日中綬章[4]

外国勲章佩用允許
- 1904年（明治37年）11月29日 - 大韓帝国勲三等太極章[5]
- 1905年（明治38年）6月16日 - 大清帝国三等第二双竜宝星[6]
- 1908年（明治41年）10月19日 - 大清帝国二等第一双竜宝星[7]